# Ryōta Morioka
Ryōta Morioka (jap. 森岡 亮太 Morioka Ryōta; ur. 12 kwietnia 1991 w Jōyō, w prefekturze Kioto) – japoński piłkarz występujący na pozycji pomocnika w belgijskim klubie Royal Charleroi  oraz w reprezentacji Japonii. 

## Kariera sportowa
Wychowanek Kumiyama High School. Podczas swojej kariery  grał także w Vissel Kobe, Śląsku Wrocław i Waasland-Beveren.
30 stycznia 2018 podpisał kontrakt z belgijskim klubem RSC Anderlecht, do którego został sprzedany za 2,5 miliona euro. 30 stycznia 2019 został wypożyczony do Royalu Charleroi, umowa do 30 czerwca 2019.